# Victoria Line
Victoria line je jedna z linek londýnského metra. Městem prochází od jihozápadu na severovýchod a je značena světle modrou barvou. Je dlouhá přes 20 km.

## Historie
Výstavba linky trvala od roku 1962 do 1972, kdy byla otevřena stanice Pimlico. Původně se mohla linka jmenovat „Walvic line“ (akronym z Walthamstow a Victoria) nebo „Viking line“.
Každá stanice byla dekorována mozaikovým motivem. Během výstavby Jubilee line byly původní motivy na stanici Green Park nahrazeny motivy odpovídající novému designu Jubilee line.
Zajímavostí je, že všechny stanice kromě Pimlico jsou přestupní.

## Stanice
- Walthamstow Central
- Blackhorse Road
- Tottenham Hale
- Seven Sisters
- Finsbury Park
- Highbury & Islington
- King's Cross St. Pancras
- Euston
- Warren Street
- Oxford Circus
- Green Park
- Victoria
- Pimlico
- Vauxhall
- Stockwell
- Brixton